# Сулейманов Абдул-Вагаб
Абдул-Вагаб Сулейманов (18 червня 1909, Аксай, Терська область, Російська імперія — 1995) — радянський кумицький поет. Народний поет Дагестану. Заслужений працівник культури РРФСР.
Народився в аулі Аксай (нині Хасав'юртівський район Дагестану) в 1909 році. У 1929 році закінчив Дербентське педагогічне училище. Брав участь у німецько-радянській війні.
Працював учителем у Хасав'юрті, з 1946 по 1949 рік був головою Правління Союзу письменників Дагестанської АРСР, потім став заступником редактора кумицької газети «Ленин ёлу». Був директором Кумицького музично-драматичного театру.
Перші твори Сулейманова були опубліковані в 1927 році. В кінці 1920-х написав поеми «Валі та Марія», «Минулі дні», які вплинули на розвиток жанру поеми в літературах народів Дагестану. У 1930-ті роки вийшли збірок віршів «Хвилі революції» і «Журавлі», поеми «Абіссінії» і «Челюскінці», повість «Герой перемоги». У роки Великої Вітчизняної війни Сулейманов написав вірша «Пісня про Умар-Паші Абдуллаєва», «Герой Дніпра» про солдатів-дагестанців. Пізніше з-під його пера вийшли книги «Шукачі щастя», «Мої думи», «Промовисте листя». П'єси Сулейманова було поставлено на сцені Кумицького національного театру. Перекладав кумицькою мовою твори класиків російської та інших народів СРСР літератури.